# Saxon (banda)
Saxon es una banda británica de heavy metal formada en 1976 en Barnsley, Reino Unido, considerados como líderes de la Nueva ola del heavy metal británico junto a Iron Maiden y Def Leppard. Tuvieron un breve, pero excelente período de popularidad en su propio país durante la primera mitad de los años ochenta gracias a los discos Wheels of Steel, Strong Arm of the Law, Denim and Leather y el álbum en vivo The Eagle Has Landed.
A pesar de incursionar en el glam metal, sonido que mandaba el mercado mundial en la segunda mitad de los ochenta con discos como Rock the Nations y Destiny, nunca pudieron alcanzar el éxito en los Estados Unidos como sí lo hicieron otras bandas británicas, aun así lograron un éxito considerable en países de Europa continental y Japón. Ya a mediados de los noventa y con el sonido característico de vuelta, obtuvieron nuevamente el reconocimiento popular principalmente en Europa, convirtiéndose en artistas obligados de los mayores festivales europeos de metal como el Wacken Open Air, el Download Festival y el Hellfest, entre otros.
Con una carrera de casi cincuenta años sobre los escenarios y con más de ocho álbumes en los UK Albums Chart y con otros numerosos sencillos en las listas británicas, los convierte en banda clave para el heavy metal e incluso han sido nombrados como grandes influencias para bandas como Metallica, Bathory, Pantera, Slayer, Anthrax, Sodom, Mötley Crüe y Megadeth, entre otras.
Por otro lado, hasta mediados de 2014 se estimó que sus ventas superaban los 15 millones de copias en todo el mundo, cifra que para noviembre de 2023 ya bordeaba los 23 millones.

## Historia

### Inicios
Saxon se fundó en 1976 en la ciudad de Barnsley cuando el guitarrista Graham Oliver y el bajista Steve Dawson unieron fuerzas con el vocalista Biff Byford y con el también guitarrista Paul Quinn, que provenían de la banda local Coast. Junto a ellos se unió el baterista David Ward y se llamaron inicialmente Son of a Bitch, sin embargo, en 1978 este último renunció a la banda cediendo su puesto a Pete Gill y con ello también cambiaron su nombre al actual. Durante ese periodo participaron en tocadas en clubes de algunas ciudades de Inglaterra e incluso abrieron en ocasiones para las bandas Ian Gillan Band y Heavy Metal Kids.
Debido al éxito del punk en el Reino Unido, en ese entonces les fue difícil encontrar apoyo discográfico en su propio país, por lo cual firmaron con la discográfica francesa Carrere Records a fines de 1978. Debutaron al año siguiente con el álbum Saxon que les permitió salir de gira por el país inglés abriendo para las bandas Motörhead y Nazareth.

### El éxito en el Reino Unido (1980-1982)

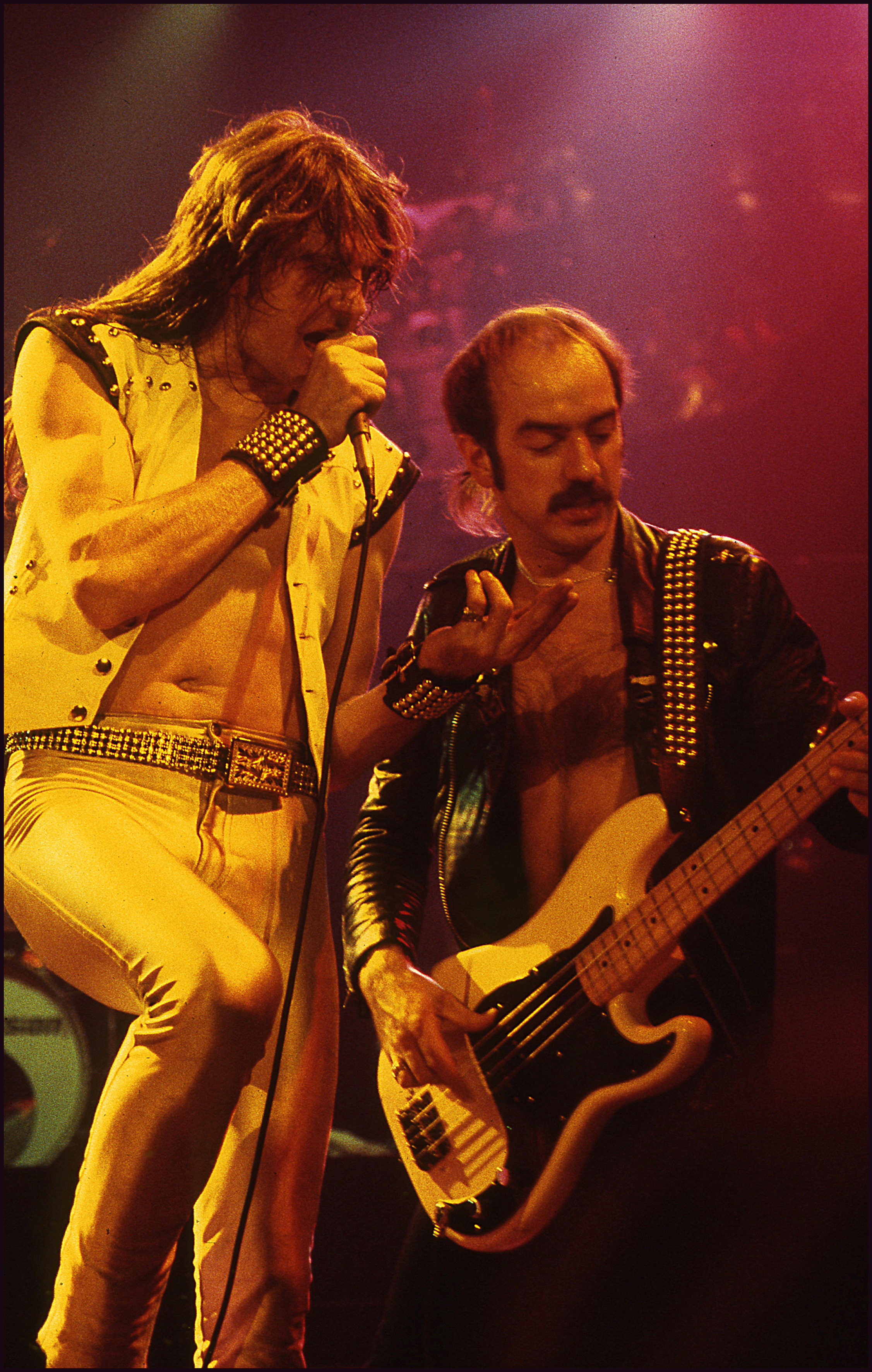
Biff Byford y Steve Dawson en el Manchester Apollo (1981).

En 1980 publicaron su segundo disco Wheels of Steel, considerado por los fanáticos como esencial del movimiento NWOBHM. De esta placa destacaron dos sencillos; el que da título al disco y «747 (Strangers in the Night)», los que entraron en la lista UK Singles Chart en los puestos 20 y 13 respectivamente. El éxito se vio reflejado además al obtener meses después su primer disco de oro en su país, al superar las 100 000 copias vendidas. Tras el lanzamiento del álbum se internaron en su respectiva gira promocional, destacando su participación en el primer Monsters of Rock celebrado el 16 de agosto de 1980, donde compartieron escenario con Rainbow, Scorpions, Judas Priest, April Wine, Riot y Touch ante más de 35 000 espectadores.
Solo cinco meses del lanzamiento de Wheels of Steel lanzaron su tercera producción llamada Strong Arm of the Law, el que siguió cosechando éxito en el país británico donde obtuvo nuevamente disco de oro y se posicionó en la lista de aquel país en el puesto 11. De este se extrajo el sencillo «Dallas 1 PM», canción inspirada en el asesinato del expresidente estadounidense John F Kennedy. Este éxito se vio nuevamente en el cuarto álbum Denim and Leather, que entró en la novena posición de los UK Albums Chart en 1981. Además, vendió más de 60 000 copias solo meses después de su lanzamiento, obteniendo disco de plata otorgado por la British Phonographic Industry. También entró en las listas de otros países de Europa e incluso y al mismo tiempo, el sencillo «Motorcycle Man» de su segundo disco se posicionó en las listas de Japón, manteniéndose por más de cinco meses en ellas. Antes de iniciar la gira Denim and Leather Tour Pete Gill se lastimó la mano, lo que no le permitió tocar la batería y que obligó a ceder su puesto a Nigel Glockler, que por ese entonces era músico de sesión de Toyah Willcox. Durante el marco de dicho tour, el músico Ozzy Osbourne fue el encargado de abrir para ellos en las fechas por Europa y el país británico.
Ya en 1982 tocaron por primera vez en los Estados Unidos con 38 fechas en total, de cuyas presentaciones destacó el haber tocado cuatro noches seguidas a lleno total en el Whisky a Go Go de Los Ángeles, California y otras tres más en la ciudad de San Francisco. Tras esto retornaron a su país natal y publicaron su primer disco en vivo The Eagle Has Landed, el que entró en el puesto 5 en el Reino Unido manteniéndose por 19 semanas consecutivas y obtuvo nuevamente disco de plata en dicho país. El 21 de agosto del mismo año volvieron a presentarse en el Monsters of Rock junto a las bandas Status Quo, Uriah Heep y Anvil entre otras, convirtiéndose en la primera banda en tocar dos veces consecutivas en dicho festival.

### Power & the Gloryy el término de la relación con Carrere

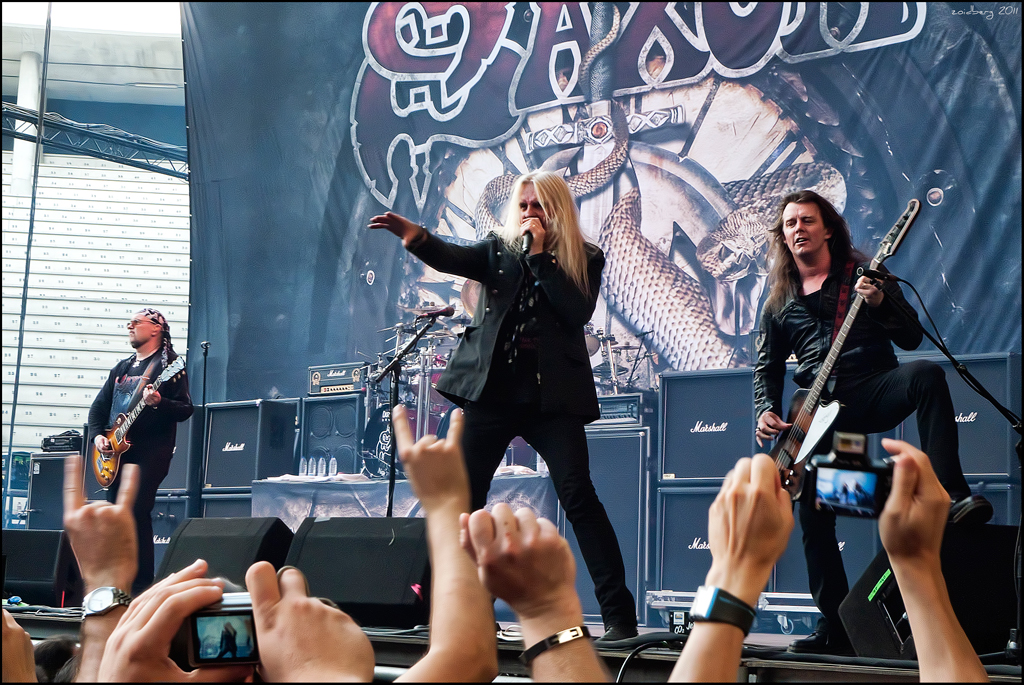
Saxon en vivo en Madrid.

Durante los meses de octubre y noviembre de 1982 la banda entró a los estudios para lanzar en 1983 su quinto trabajo Power & the Glory, el primero en entrar en la lista Billboard 200 de los Estados Unidos en el puesto 155 y que solo en Los Ángeles vendió más de 15 000 copias en su primera semana. De la misma manera entró en el Reino Unido en el puesto quince.
Durante la gira por Europa fueron parte de una de las más recordadas del heavy metal británico, compartiendo escenario junto a Judas Priest y Iron Maiden, y a su vez por los Estados Unidos fueron acompañados por los alemanes Accept. Este fue el último trabajo de los ingleses con el sello francés Carrere, ya que según ellos no se sentían cómodos con las ventas del disco y por el poco apoyo de esta discográfica para con ellos sobre penetrar en el mercado estadounidense. Sin embargo, otros medios afirmaron que era por el engaño de las recaudaciones de ventas por parte del sello para con la banda, por lo que firmaron con la transnacional EMI Music a finales de 1983.

### Contrato con EMI y la experimentación
En abril de 1984 publicaron Crusader, el primero con el sello EMI Music y que marcó el cambio de sonido de la banda acercándose al glam metal, lo que se vio reflejado en su vestimenta como en su música. A pesar de esto el disco se posicionó en el puesto 18 de los UK Albums Chart y en el puesto 174 en los Estados Unidos. Ya con esta visión en mente, se internaron durante la primera parte de 1984 en una gira por los Estados Unidos junto a Mötley Crüe, cerrando algunas noches los ingleses y otras los norteamericanos. Posteriormente recibieron la invitación por parte de Iron Maiden para retornar a los Estados Unidos como artistas invitados. Por su parte, en 1985 regresaron a Europa para iniciar una nueva gira acompañados por Accept, por Alemania Occidental.
En septiembre de 1985 publicaron su séptimo disco de estudio Innocence Is No Excuse, el que no obtuvo buena recepción en su país, ya que solo se posicionó en el puesto 36. Eso sí inició el reconocimiento en el mercado estadounidense donde alcanzó la posición 133, el más alto para un disco de los ingleses en ese país, seguido además por la constante rotación de sus vídeos en la cadena televisiva MTV.
En 1986 viajaron a Holanda para grabar un nuevo disco pero esta vez sin su bajista fundador Steve Dawson, que se retiró de la banda por problemas matrimoniales. El resultado fue Rock the Nations donde Biff Byford grabó las partes del bajo, eso sí dándole crédito al joven bajista Paul Johnson que provenía de bandas como Statetrooper y Heritage. Además en este disco participó el pianista inglés Elton John en las canciones «Party Till You Puke» y «Northern Lady». A pesar de ser uno de los más suaves de su carrera se mantuvo en las listas por varias semanas, e incluso tres de sus canciones entraron en los UK Singles Chart.
En 1988 lanzaron su último disco con EMI, ya que según los integrantes de la banda esta casa discográfica no quería hacer más discos con ellos. El llamado Destiny ha sido criticado por varios medios que lo consideran como «el disco más malo y patético de la banda». Este contiene una versión de «Ride Like the Wind» del músico Christopher Cross, que se posicionó en el puesto 52 en el Reino Unido. Por otro lado, en una entrevista realizada por la revista Kerrang! al vocalista Biff Byford, mencionó que la discográfica los obligó a adaptarse al mercado americano algo que ellos realmente no querían.
Durante la gira el bajista Paul Johnson se retiró de la banda, entrando en su puesto el joven de veintidós años Nibbs Carter. Dentro de esta misma gira y acompañados por Manowar, se grabó su segundo disco en vivo llamado Rock 'n' Roll Gypsies publicado en 1989. Tras este lanzamiento la banda se tomó un receso de los escenarios, apareciendo solo en actos de caridad durante dicho período.

### El renacimiento y contrato con Virgin Records

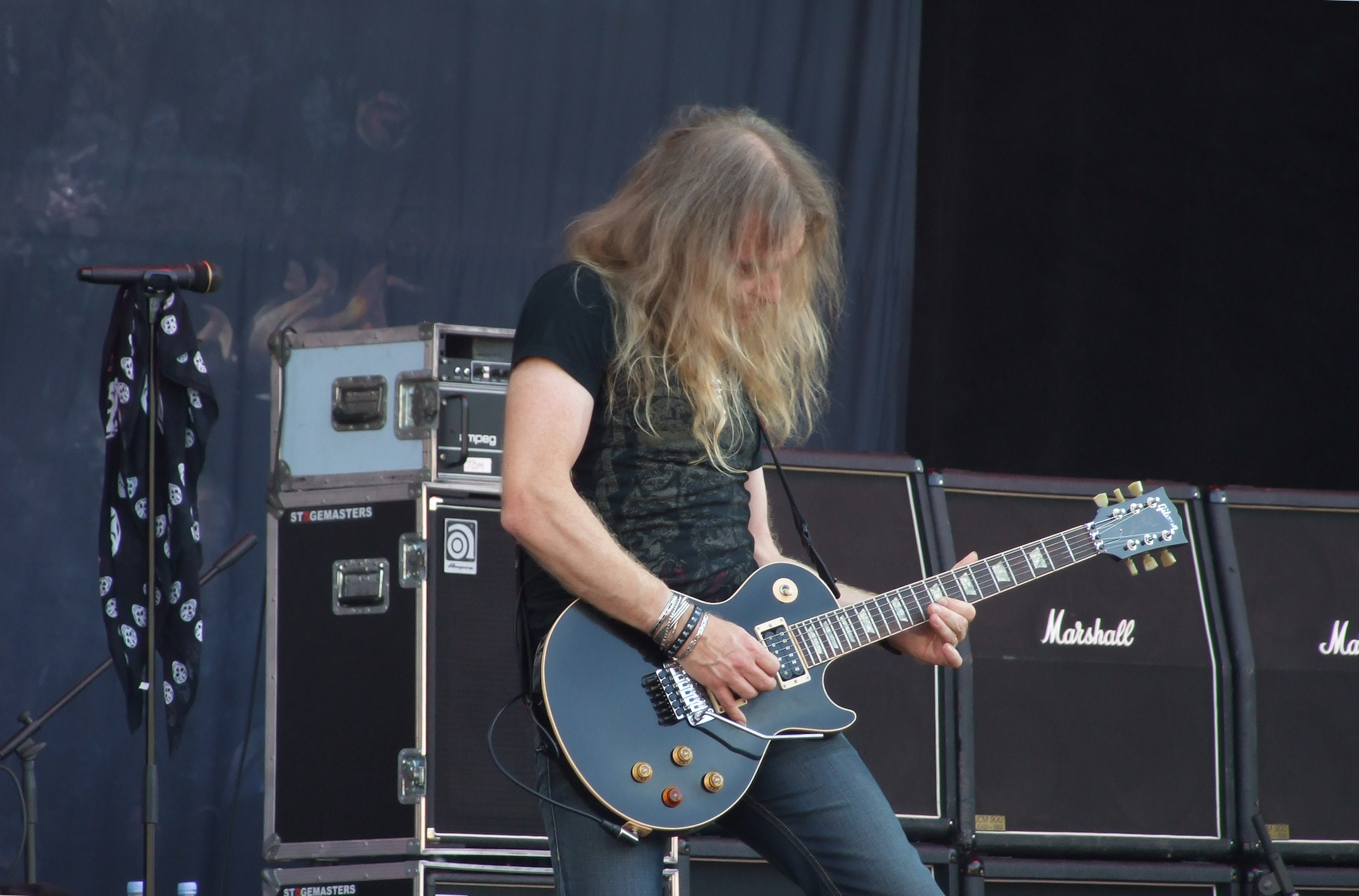
Doug Scarratt en 2011.

Ya en el nuevo decenio la banda volvió a los escenarios durante la corta gira denominada 10 Years of Denim and Leather, con presentaciones en el Reino Unido, Alemania, Austria, Grecia y por la aquel entonces Checoslovaquia, retornando en gran manera a sus viejos y primeros éxitos y recuperando a varios de sus fanáticos.
Durante este mismo período firmaron con Virgin Records para su siguiente disco Solid Ball of Rock publicado en 1991, en el que volvieron al heavy metal característico de sus primeros trabajos, pero aún manteniendo algunos sonidos de su etapa con EMI Records. Este disco les permitió además presentarse por primera vez fuera de Europa y los Estados Unidos, llegando a países como Japón, Australia, Uruguay, Paraguay, Argentina, México, Brasil y Nueva Zelanda.
Ya en 1992 publicaron su segundo álbum con Virgin, Forever Free, hasta ese entonces el más pesado de la banda desde Innocence Is No Excuse. De este destacó el sencillo «Iron Wheels», canción escrita por Byford y dedicada a su padre, que falleció durante la grabación del disco. Tres años más tarde publicaron Dogs of War el último trabajo de Graham Oliver, que se retiró solo días después de su lanzamiento. Para ocupar su puesto se integró el amigo del baterista Nigel Glockler, el guitarrista Doug Scarratt. 
En diciembre de 1995 y bajo la gira de soporte del disco Dogs of War, grabaron el cuarto disco en vivo denominado The Eagle Has Landed Part II publicado en 1996. Sin embargo, no obtuvo el éxito esperado a diferencias de sus anteriores trabajos en directo. En el mismo año la banda formó parte del disco tributo a Judas Priest, A Tribute to Judas Priest - Legends of Metal Vol. 1, en donde grabaron el tema «You've Got Another Thing Comin'».

### El éxito en Europa continental
En 1997 los ingleses lanzaron el disco Unleash the Beast, el primero con el sello CMC International. La placa tuvo excelente recepción en Europa principalmente en Alemania, Suecia y Suiza. Hasta hoy en día ha sido considerado como un clásico, que incluso sus miembros lo han situado a la par con Dogs of War y Wheels of Steel. A pesar de ser uno de los más pesados de su carrera, destacó la canción semi-acústica «Absent Friends» dedicada a John J.J. Jones, jefe del equipo de la banda que falleció el año anterior.
Durante la gira de más de un año y medio tocaron en varios países de Europa y en los Estados Unidos, e incluso fueron parte del Monsters of Rock en Brasil. Además abrieron para Deep Purple en un concierto en la ciudad de Róterdam en Holanda. Poco tiempo después y antes de terminar la gira, el baterista Nigel Glockler se vio obligado a dejar la banda por problemas en su cuello lo que le impedía tocar bien la batería, y que en su reemplazo entró el alemán Fritz Randow famoso por haber sido parte de Victory y de Sinner para terminar dicha gira. Uno de sus últimos shows durante este período fue en el festival Arena Open Air en Holanda, compartiendo escenario junto a Motörhead y Dio.
Ya en 1999 publicaron su siguiente disco de estudio llamado Metalhead, el primer trabajo oficial con el baterista Fritz Randow. Este álbum mantuvo el sonido heavy que ya venía desde sus dos discos anteriores y en donde parte de la música fue compuesta por Nigel antes de su retirada. Además dicho trabajo les permitió iniciar una de las giras más grandes de los ingleses, donde destacaron su participación en el festival Bloodstock en el Reino Unido y su primera aparición en el festival Wacken Open Air en Alemania, convirtiéndose en número seguro en las siguientes versiones.

### En el Nuevo Milenio

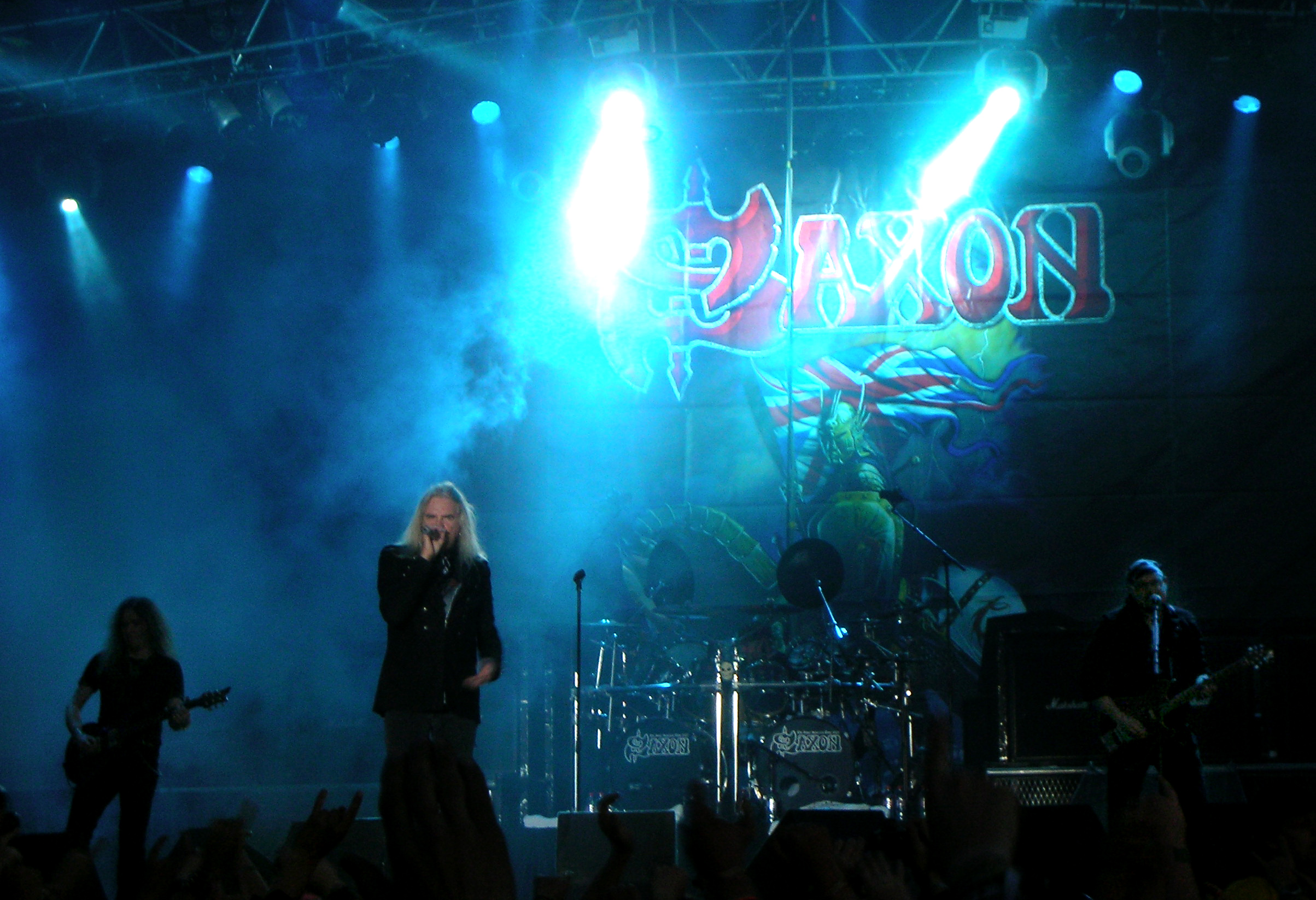
Saxon en el Sweden Rock Fest en 2008.

En 2001 volvieron a aparecer en el festival alemán donde por primera vez desde los años ochenta, contaron con el águila de luces sobre el escenario. En septiembre del mismo año lanzaron un nuevo disco de estudio llamado Killing Ground, que mantuvo el sonido característico pero menos agresivo que Metalhead y que contiene una versión de la canción «The Court of the Crimson King» original de King Crimson. Gracias al éxito por el continente europeo, el sello EMI Music lanzó algunos compilados de la banda durante los primeros años del nuevo milenio y los vídeos remasterizados en formato DVD; Live In Innocence y The Power & The Glory - Video Anthology.
En 2002 y bajo la celebración de los veinticinco años de carrera de la banda se publicó el trabajo Heavy Metal Thunder, disco doble que contiene regrabaciones y remasterizaciones de las canciones clásicas desde su disco debut hasta Killing Ground. Al año siguiente se lanzó el DVD The Saxon Chronicles, que contiene íntegramente el concierto en el festival Wacken de 2001, de igual manera imágenes inéditas del concierto en la ciudad de Esbjerg en Suecia de 1995, y por último, entrevistas y grabaciones exclusivas de sus integrantes de diversas giras mundiales.
Ya en 2004 el baterista Fritz Randow se retiró de Saxon para regresar a su antigua banda Victory, tras su reunión. En su reemplazo entró otro alemán, Jörg Michael conocido en el mundo del metal por haber sido parte de bandas como Axel Rudi Pell, Grave Digger y Running Wild, entre otras. Con Michael en la batería la banda publicó en septiembre de 2004 el disco Lionheart cuya gira contó con dos partes marcadas; la primera con Jörg durante el mismo año y la segunda con Nigel Glockler tras el retorno del alemán a Stratovarius, lo que significó el regreso de Nigel tras algunas operaciones y un largo entrenamiento debido a su problema en el cuello. De esta gira se extrajo el material de lo que fue el quinto disco en vivo The Eagle Has Landed Part III, el que contó con dos discos; el primero con las presentaciones dadas principalmente en distintas ciudades de Alemania durante el 2005 y el segundo titulado A Night With the Boys, que solo contó con canciones anteriores de Lionheart, grabadas durante algunas presentaciones en 2004.

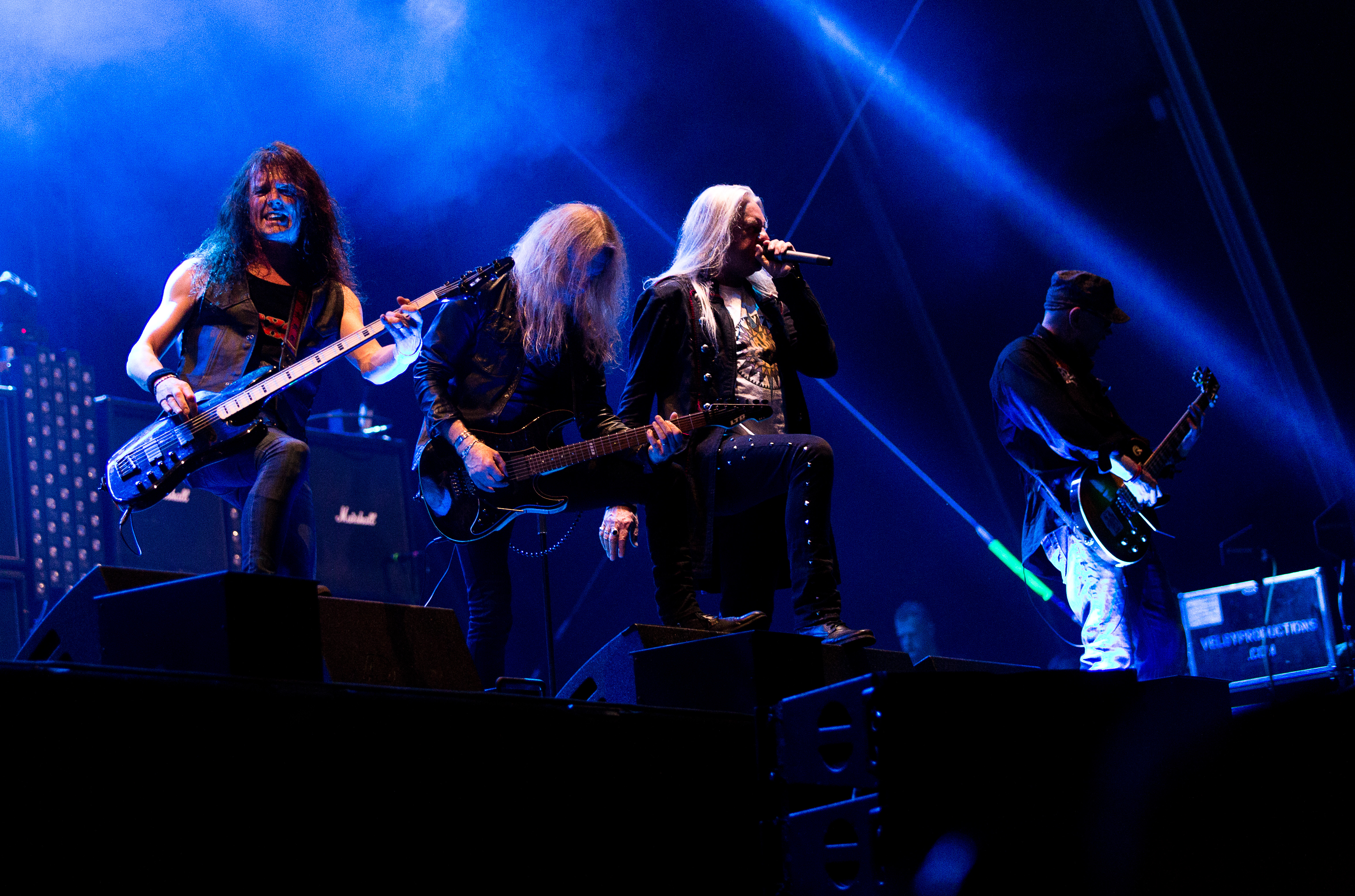
Saxon en Alemania en 2006.

En marzo de 2007 se publicó The Inner Sanctum, el primero con el baterista Nigel Glockler tras su regreso en 2005, que siguió cosechando éxito entre sus fanáticos a pesar de la incorporación de algunos sonidos más cercanos al power metal y que hasta ese entonces fue considerado por la crítica como el mejor trabajo de los ingleses desde Unleash the Beast de 1997.
En 2009 publicaron un nuevo disco de estudio Into the Labyrinth, el que siguió la línea compositiva y la potencia de sus músicos que ya venían desde su trabajo del 2007. En cuanto a la gira fue un total éxito, iniciada en su país junto a la cantante alemana Doro y participando en algunos de los festivales de heavy metal más importantes del Viejo Continente como el Wacken Open Air y el Sonisphere, por mencionar algunos. A pesar del éxito que trajo la primera parte de la gira, tuvieron un gran problema tras verse forzados a cancelar los tres últimos shows en Europa precisamente en España, ya que tras anunciar la llegada de los ingleses junto a la banda Iced Earth, a mediados de febrero, dieron cancelado las presentaciones por "motivos de programación" de ambas bandas, lo que llevó a cambiarlas a otras fechas.
En el mismo año anunciaron a través de su página web el futuro documental sobre la historia desde sus inicios al cual denominaron Heavy Metal Thunder - The Movie. En 2010 y aun bajo la gira Into the Labyrinth World Tour, participaron del festival Download Festival durante el 11 y 13 de junio, lugar en donde interpretaron el disco Wheels of Steel en su totalidad tras el aniversario número treinta de su lanzamiento.

### Call to Armsy Sacrifice

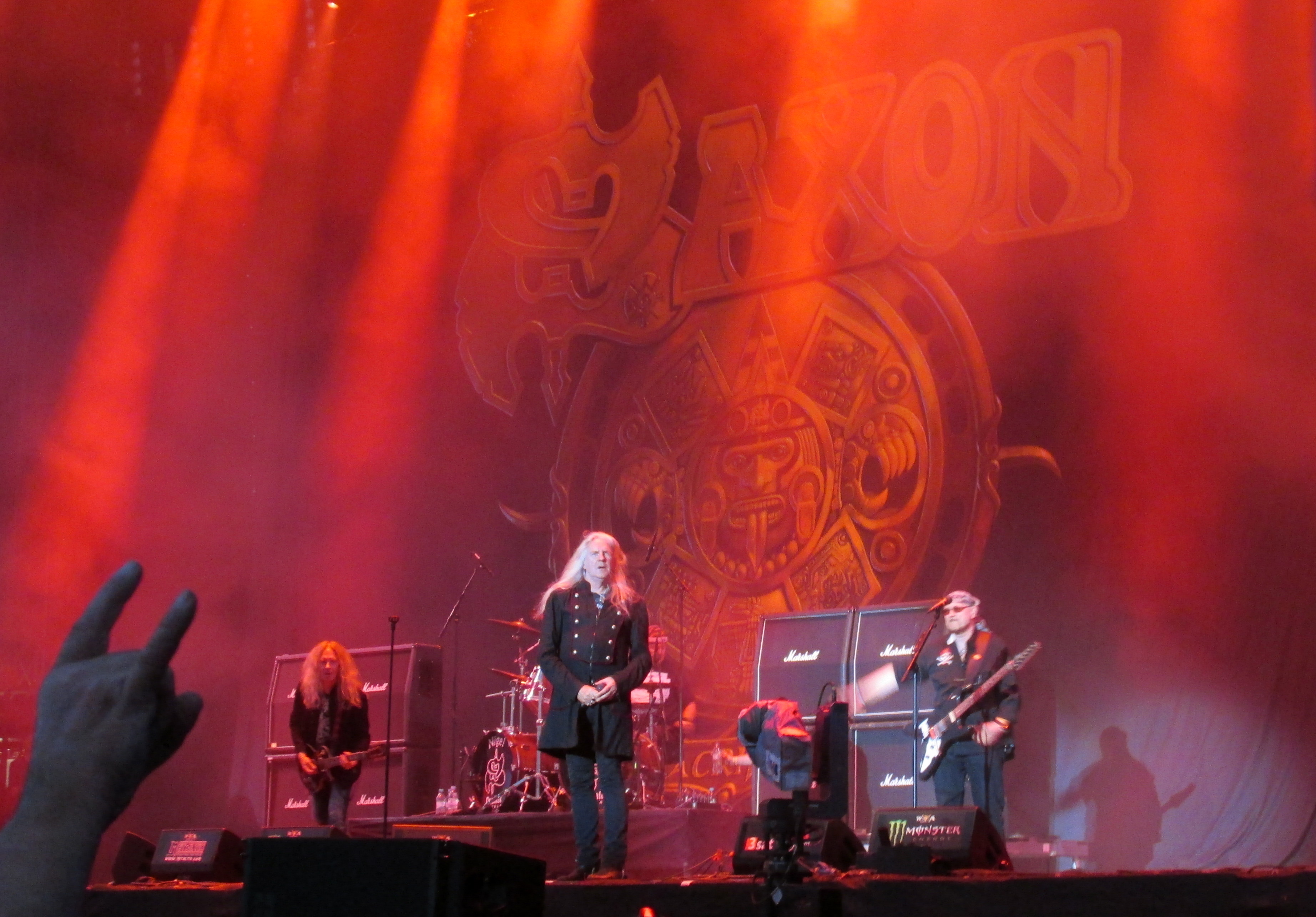
Saxon en vivo en el Wacken Open Air de 2014.

En junio de 2011 se lanzó su décimo noveno trabajo Call to Arms, que debutó en el puesto 6 de los UK Rock Albums Chart, mientras que en los Estados Unidos vendió más de 700 copias en su primera semana. Durante las pruebas de sonido en los recintos de once ciudades del Reino Unido la banda cobró tan solo 10 libras esterlinas para un grupo selecto de fanáticos, cuyo dinero recaudado fue donado a las instituciones benéficas para niños Nordoff Robbins Music Therapy y Childline Charities.
Durante la gira en 2012, fueron invitados por Judas Priest para tocar juntos en el Hammersmith Apollo de Londres el 26 de mayo. A su vez y en ese mismo año publicaron el DVD Heavy Metal Thunder - Live: Eagles Over Wacken, que contó con una mezcla de vídeos de sus presentaciones en el festival Wacken en sus versiones 2004, 2007 y 2009, el que incluye además de un disco compacto con una presentación dada en 2011 en la ciudad de Glasgow. En marzo de 2013 lanzaron su vigésima producción Sacrifice, con el que giraron por varios países del mundo, llegando incluso a Venezuela. Más tarde en octubre apareció en el mercado el recopilatorio Unplugged and Strung Up, que contó con canciones en versión acústica, remezclas y regrabaciones.
En 2014 publicaron un nuevo álbum en vivo llamado St. George's Day Sacrifice - Live in Manchester, que se grabó durante la gira promocional de Sacrifice. A su vez iniciaron una nueva gira denominada Warriors of the Road que contó con Skid Row como artista invitado. En noviembre del mismo año, Biff Byford anunció que grabarían un nuevo álbum y que probablemente podría ser lanzado a mediados del año siguiente.

### Battering Ram,Thunderbolt,Inspirations,Carpe Diem(2015–2022)
El 1 de agosto de 2015 la banda confirmó la fecha de publicación de su nuevo trabajo de estudio llamado Battering Ram, que salió a la venta el 16 de octubre del mismo año y que fue promocionado con una extensa gira mundial que culminó en octubre de 2017. En el marco de dicho tour, el 1 de junio de 2017 la banda fue víctima de un robo en los camerinos durante su presentación en Umeå, Suecia, extrayéndoles los pasaportes, teléfonos celulares y billeteras.
En ese mismo mes la banda anunció el lanzamiento de un nuevo disco de estudio llamado Thunderbolt, que fue publicado en febrero de 2018. El álbum en su totalidad está dedicado a la memoria del fallecido bajista y vocalista de Motörhead, Lemmy Kilmister, contó con presentaciones en vivo para promocionarlo, tanto por Europa como por Norteamérica.
El 19 de marzo de 2021, la banda lanzó el álbum Inspirations, que fuera el primer álbum compuesto íntegramente por covers de bandas que inspiraron en la carrera de Saxon, tales como The Rolling Stones, U.F.O. y Deep Purple, por mencionar algunas. Fue grabado en Brockfield Hall y The Big Silver Barn en York, Inglaterra y producido por Biff Byford.
Un año más tarde, el 4 de febrero de 2022, la banda publica su vigésimo cuarto álbum de estudio, llamado Carpe Diem, el cual tuvo una gran recepción, ya que fue el disco de la banda con mejor posición en las listas del Reino Unido desde Power & the Glory de 1983. El disco también se ubicó en las listas de los Estados Unidos, alcanzando el puesto número 18 en Top Heatseekers, el 26 en Top Current Album Sales y el 63 en Top Album Sales en general. Se lanzaron videos musicales de las canciones "Carpe Diem (Seize the Day)", "Remember the Fallen", "The Pilgrimage" y "Black Is the Night" los cuales fueron publicados en el canal de YouTube de la banda.

### More InspirationsyHell, Fire and Damnation(2023–presente)
El álbum siguiente se trató de More Inspirations, el cual sería la segunda parte de su álbum publicado 2 años atrás Inspirations; siguiendo la misma línea de su antecesor, este álbum se compuso en su totalidad de covers de canciones de las décadas de los 60's y 70's de bandas como Kiss, Alice Cooper y Uriah Heep.
El 10 de marzo de 2023, la banda hizo un comunicado mediante sus redes sociales sobre el retiro de su guitarrista y cofundador Paul Quinn de las giras, aunque afirmaron que continuaría su trabajo en el estudio, cancelando así las fechas de su gira por Sudamérica que se llevarían a cabo el mes de abril.
Por otra parte, el día 6 de abril de 2023 se comunica que el reconocido guitarrista británico y uno de los fundadores de la agrupación inglesa Diamond Head, Brian Tatler, sería el encargado de suplir a Paul Quinn como guitarrista de gira.
Byford anunció que la banda comenzó las sesiones de demostración para el próximo álbum. El álbum resultante, titulado Hell, Fire and Damnation, se lanzó el 19 de enero de 2024. Saxon promocionó el álbum uniéndose a Judas Priest y Uriah Heep en la gira europea Metal Masters en la primavera de 2024, seguida de una gira como cabeza de cartel por América del Norte (nuevamente con Uriah Heep). Desde entonces, Tatler se ha convertido en miembro permanente de la banda.

## La disputa de Saxon
A mediados de 1997 los exmiembros de la banda Steve Dawson y Graham Oliver inscribieron el nombre de Saxon como marca registrada en el Reino Unido. Esto causó la molestia de Biff Byford, ya que todas las mercancías y productos bajo la marca Saxon quedaba restringido tanto para él como para Paul Quinn. Tras esto Byfford entabló una demanda para invalidar dicha inscripción ya que según él, no cumplía con algunas de las cláusulas.
Tras algunos años de disputa, la Alta Corte Británica anuló la inscripción ya que Byfford y Quinn como miembros recurrentes de la banda, tenían más derechos que los demandados por ende tanto el logo, el águila y el nombre en sí quedaban en sus manos. Sin embargo, como Dawson y Oliver son también fundadores de la banda, le concedieron una cláusula con el que podían utilizar el nombre Saxon siempre y cuando agregaran algo a la marca. Por ello y desde esa fecha nació la banda Oliver/Dawson Saxon.

## Influencias
Como la mayoría de las bandas nacidas a finales de los setenta y principios de los ochenta dentro de la Nueva ola del heavy metal británico, sus principales influencias han sido las bandas de hard rock y heavy metal de principios de los setenta principalmente europeos como The Who, Thin Lizzy, UFO, Led Zeppelin, Scorpions, Deep Purple, Black Sabbath, AC/DC, Uriah Heep y Iron Butterfly, entre otras.
A su vez ellos han sido considerados grandes influencias del heavy metal y thrash metal durante la segunda mitad de los ochenta y la década de los noventa para bandas como Metallica, Bathory, Megadeth, Celtic Frost, King Diamond y Slayer, entre otras.

## Miembros

### Antiguos miembros
- Graham Oliver: guitarra (1976-1996)
- Steve Dawson: bajo (1976-1986)
- David Ward: batería (1976-1978)
- Pete Gill: batería (1978-1981)
- Paul Johnson: bajo (1986-1988)
- Nigel Durham: batería (1987-1988)
- Fritz Random: batería (1999-2004)
- Jörg Michael: batería (2004-2005)
- Paul Quinn: guitarra (2023-presente)

### Miembros actuales

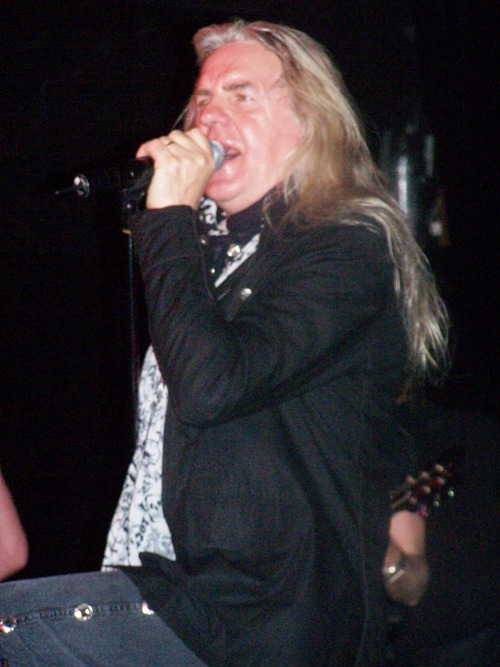
Biff Byford voz (1976-presente)
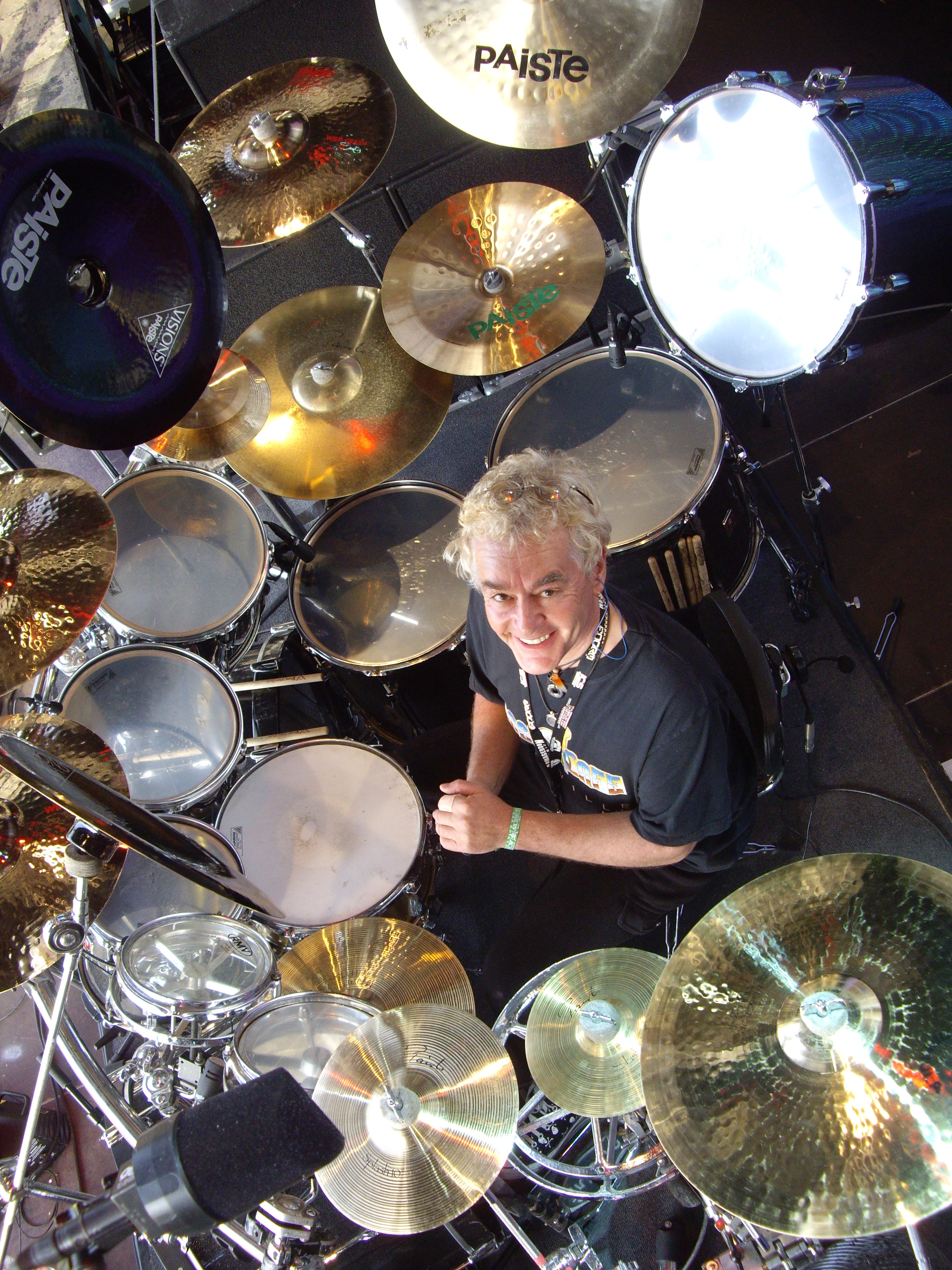
Nigel Glockler batería (1981-1987, 1988-1999, 2005-presente)
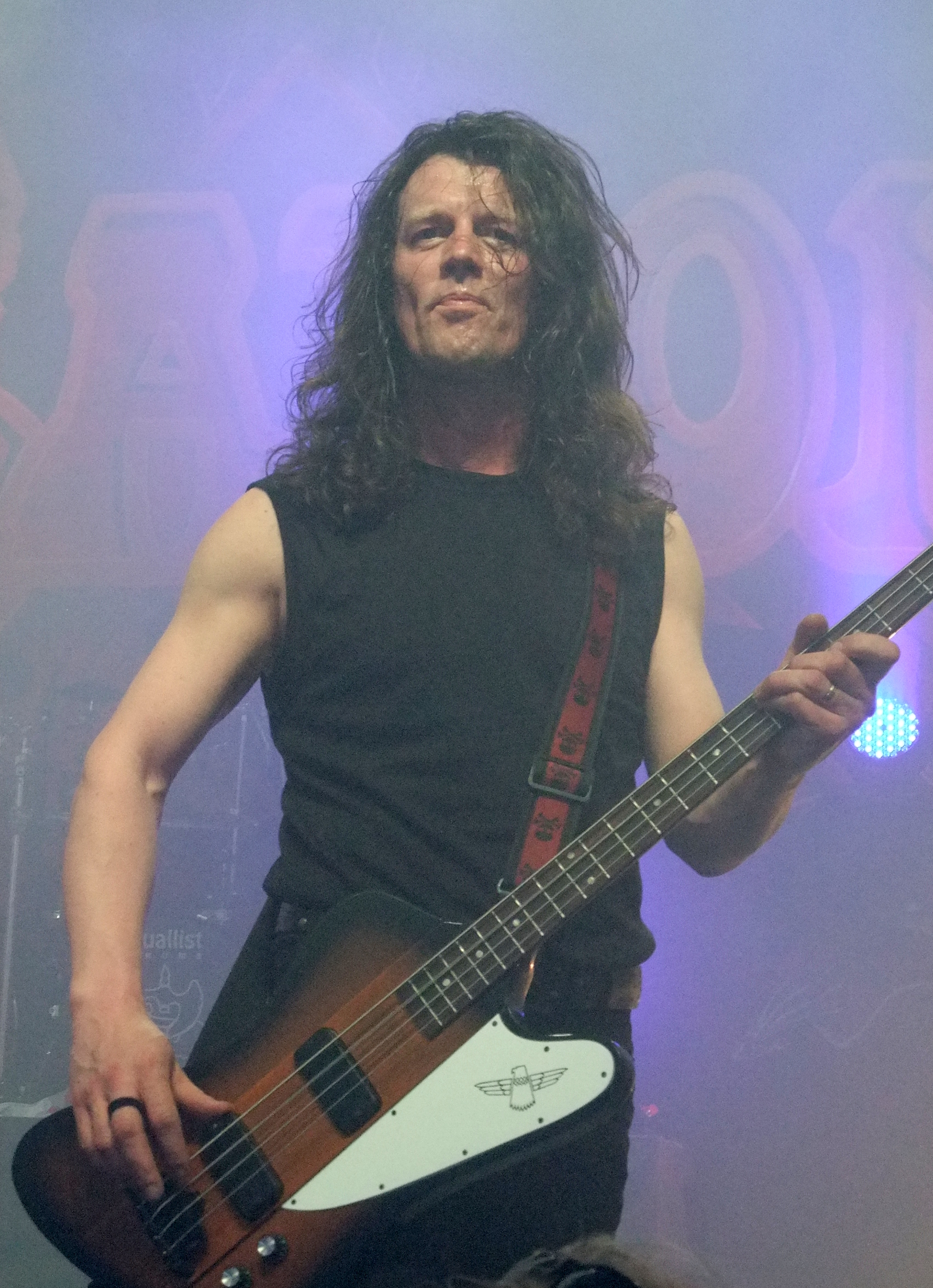
Nibbs Carter bajo (1988-presente)
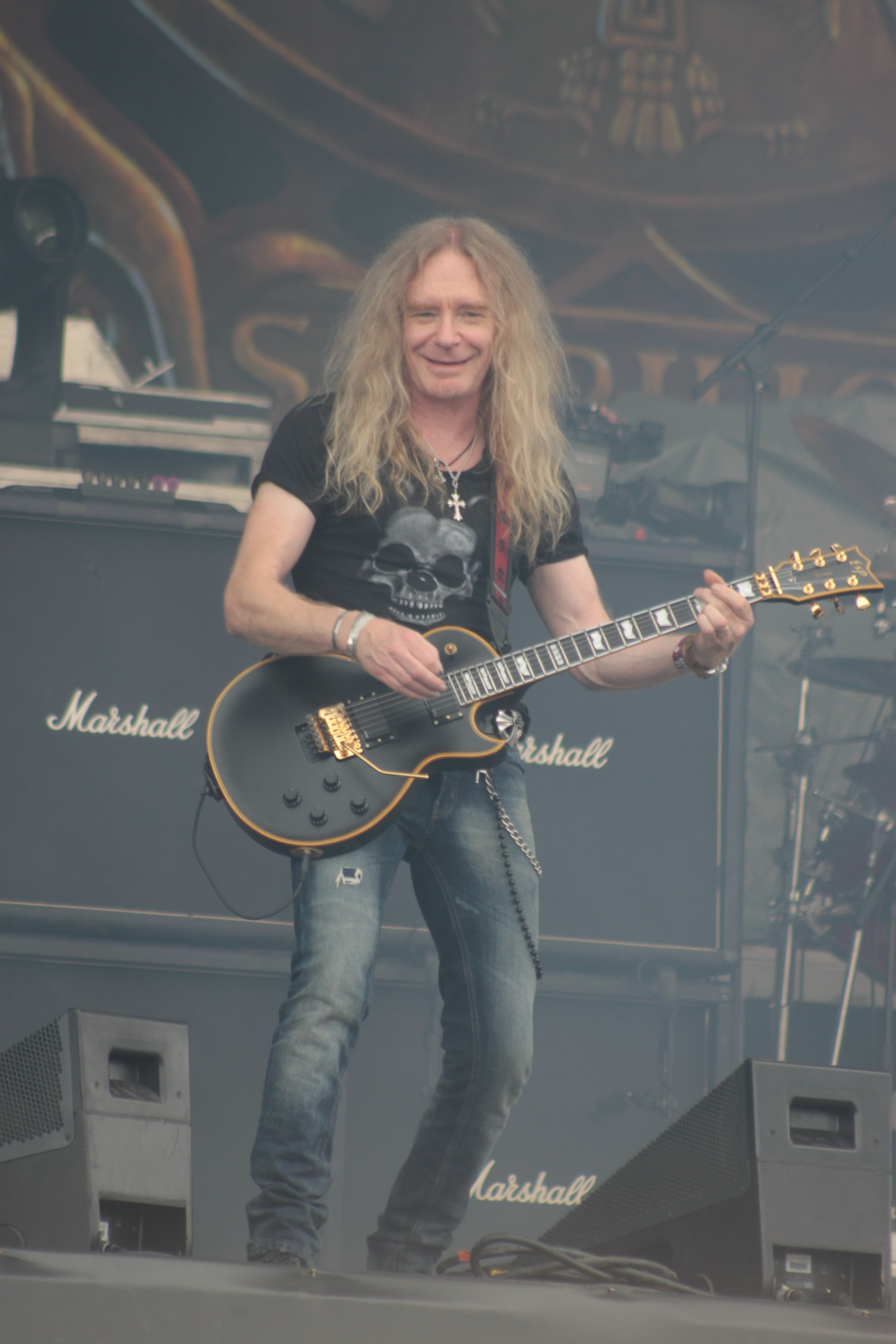
Doug Scarratt guitarra eléctrica (1996-presente)
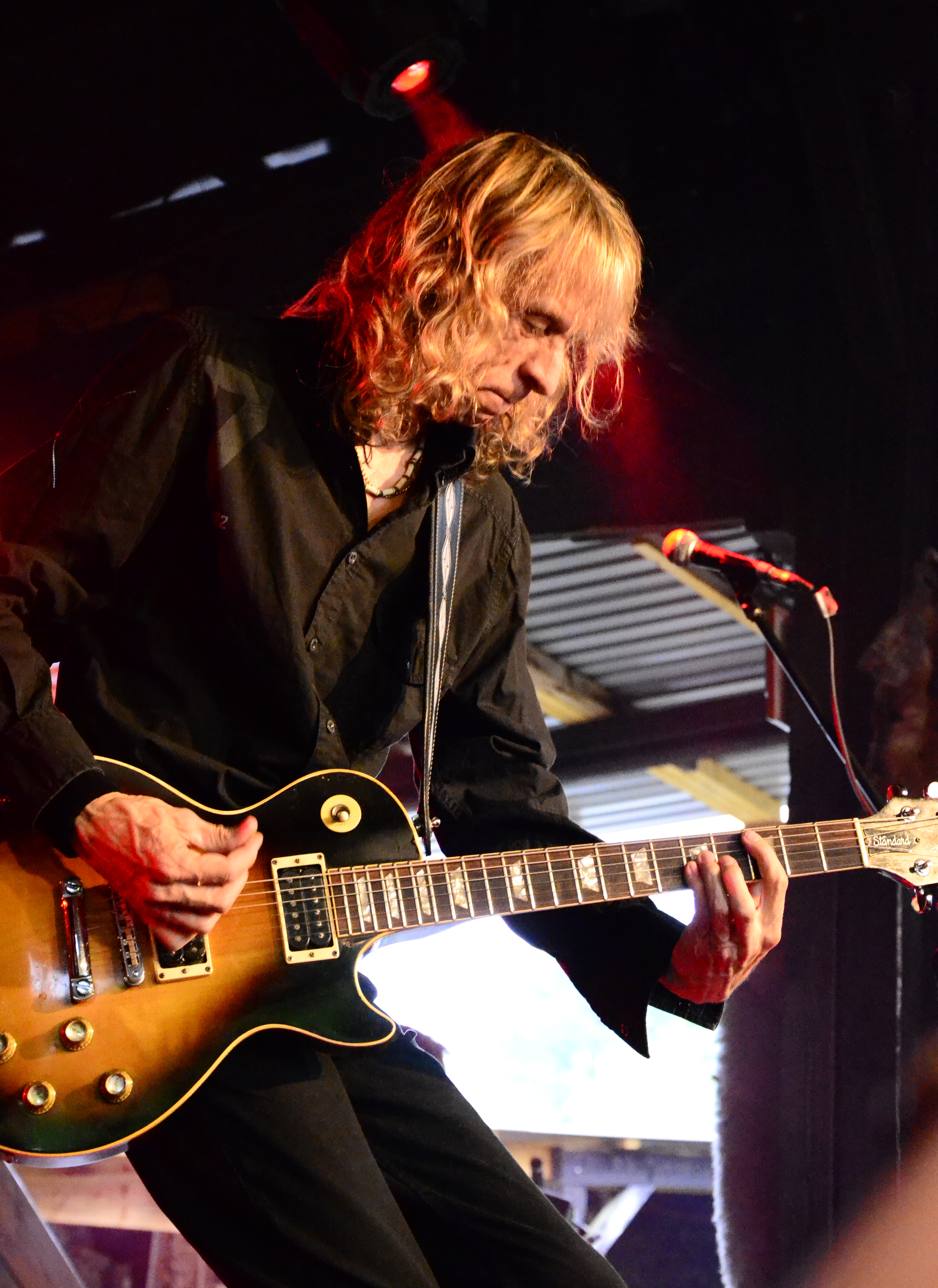
Brian Tatlerguitarra eléctrica(2023-presente)

## Discografía

### Álbumes de estudio
| - 1979: Saxon - 1980: Wheels of Steel - 1980: Strong Arm of the Law - 1981: Denim and Leather - 1983: Power & the Glory - 1984: Crusader - 1985: Innocence Is No Excuse - 1986: Rock the Nations - 1988: Destiny - 1991: Solid Ball of Rock - 1992: Forever Free - 1995: Dogs of War - 1997: Unleash the Beast | - 1999: Metalhead - 2001: Killing Ground - 2004: Lionheart - 2007: The Inner Sanctum - 2009: Into the Labyrinth - 2011: Call to Arms - 2013: Sacrifice - 2015: Battering Ram - 2018: Thunderbolt - 2021: Inspirations - 2022: Carpe Diem - 2023: More inspirations - 2024: Hell, Fire and Damnation |